# 郭逴
郭逴（3世纪—？），一作郭连，三国东吴官员。吴帝孙皓登基后，为散骑中常侍。
建衡元年（269年）十月，左丞相陆凯临终推荐姚信、楼玄、贺邵、张悌、郭逴、薛莹、滕修及族弟陆喜、陆抗“或清白忠勤，或资才卓茂，皆社稷之良辅”。